# Colostygia hofneri
Colostygia hofneri är en fjärilsart som beskrevs av Karl Schawerda 1942. Colostygia hofneri ingår i släktet Colostygia och familjen mätare. Inga underarter finns listade i Catalogue of Life.